# 竜閑川
竜閑川（りゅうかんがわ）は、東京都中央区および千代田区にかつて存在した河川である。竜閑は龍閑とも書かれる。竜閑川は日本橋川より千代田区と中央区の区界に沿って北東に向かい、東神田付近[北緯35.693201度0分0秒 東経139.779938度0分0秒]から直角に折れ、浜町川を経て箱崎川、隅田川へと抜ける人工の堀であった。明治の掘割の際に神田川への流路も掘割されている。

## 歴史
明暦の大火（明暦3年、1657年）の後、江戸市中は大規模な防火対策が敷かれ、当地には長さ八丁（約870ｍ）の防火堤防が築かれた。天和3年頃には堤防の周囲が火除地として空いていたが、ここを元禄4年（1691年）に町人たちの負担により、元和年間に引かれていた浜町堀（後の浜町川）と繋ぐ掘割が作られた。神田八丁堀、白銀町堀とも呼ばれ、日本橋と神田の境界になっていた。やがて竜閑川と呼ばれるようになった。
幕末の安政4年（1857年）にいったん埋立てられて消失したが、明治16年（1883年）、東京市の水運の発展とともに堀留として残っていた浜町川を神田川まで延伸（岩井川）させるとともに竜閑川も再び掘割された。
第二次大戦後、ガレキ処理のため昭和23年（1948年）から再び埋立が始まり、昭和25年（1950年）には埋立が完了し、水路としての竜閑川は完全に消滅した。
現在では竜閑川跡は幅1-2mほどの路地となっており、往時の水路の面影はほとんど残っていないが交差点名にその名をいくつか残している。大和橋交差点（靖国通り）[北緯35.695441度0分0秒 東経139.778834度0分0秒]、鞍掛橋交差点（江戸通り）[北緯35.692069度0分0秒 東経139.780741度0分0秒]、龍閑橋交差点（外堀通り）[北緯35.689305度0分0秒 東経139.768510度0分0秒]、今川橋交差点（中央通り）[北緯35.690919度0分0秒 東経139.772021度0分0秒]などは竜閑川・浜町川に架けられていた橋の名前である。
名前の由来は、日本橋川河口付近に江戸城殿中接待役井上竜閑の屋敷があったためと言われる。

## 橋梁

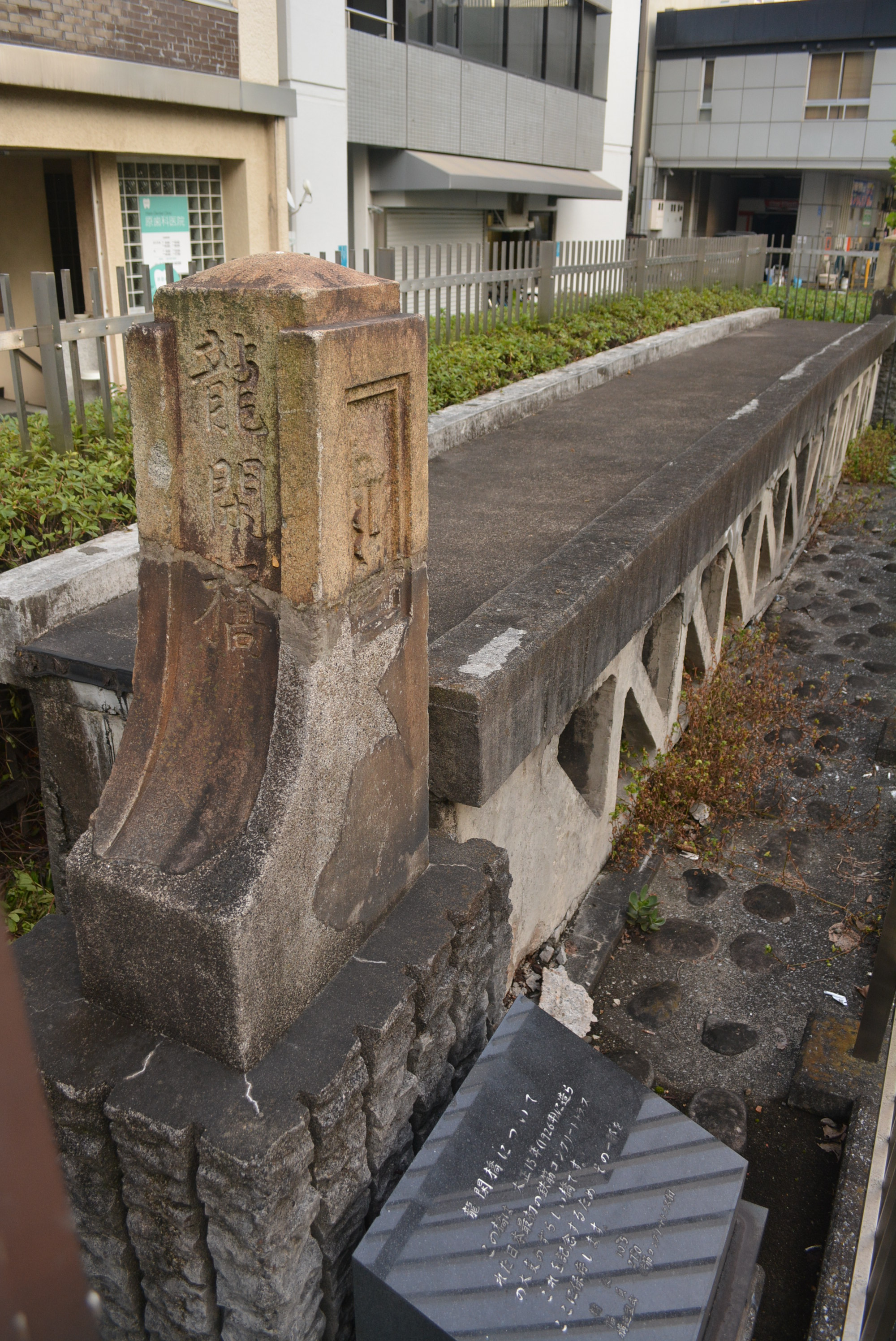
龍閑橋の遺構

- 龍閑橋[北緯35.688853度0分0秒 東経139.769094度0分0秒]
- 白旗橋[北緯35.689252度0分0秒 東経139.770094度0分0秒]
- 西仲之橋
- 今川橋[北緯35.689954度0分0秒 東経139.772206度0分0秒] - 地元の名主であった今川善右衛門によって架橋された。資料はないものの、今川焼きの名前の由来になったという説がある。
- 東中之橋
- 地蔵橋[北緯35.690936度0分0秒 東経139.775081度0分0秒]
- 火除橋
- 九道橋
- 甚兵衛橋
- 玉出橋